# Edward James

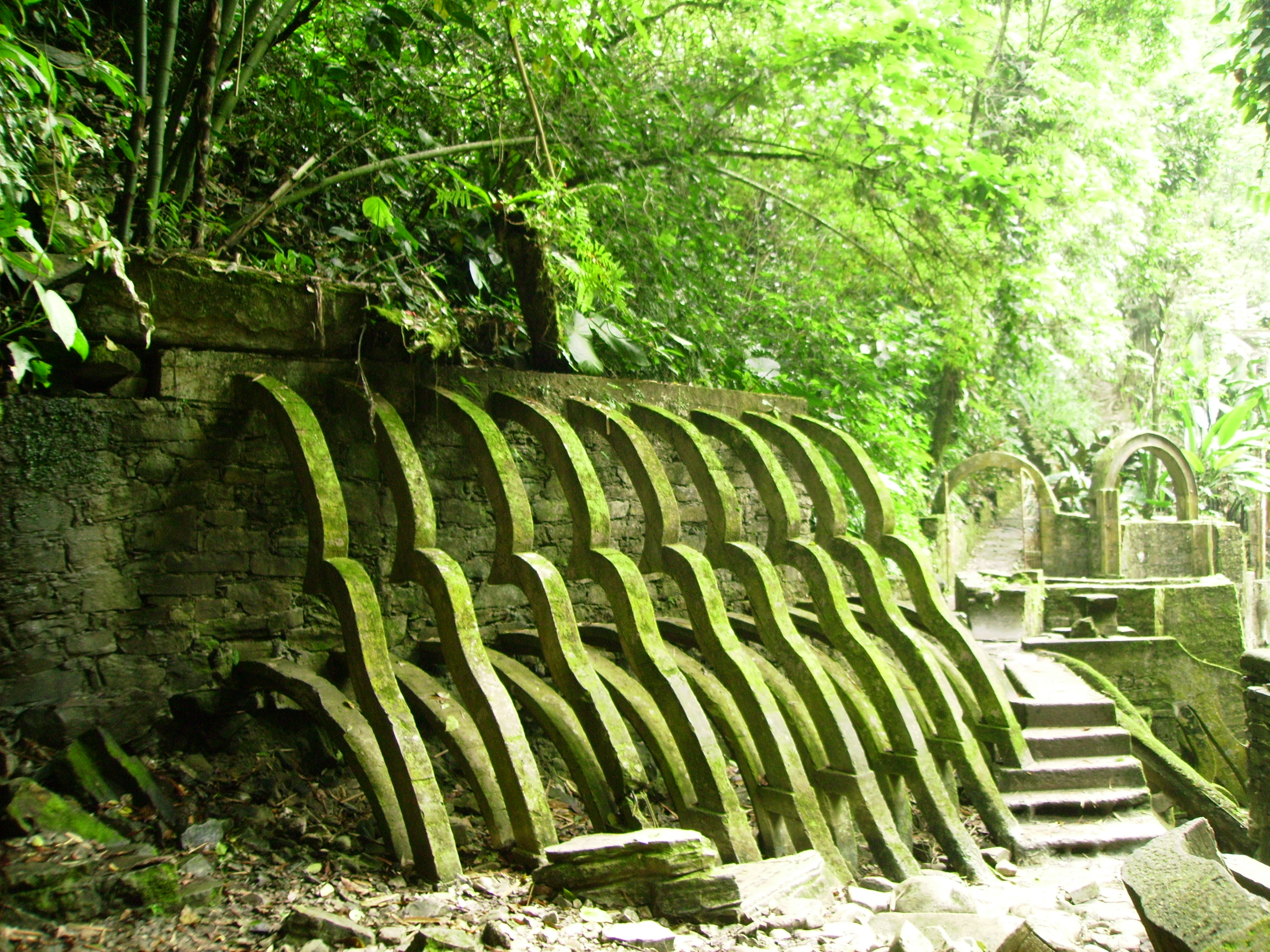
Der surrealistische Garten Las Pozas

Edward William Frank James (* 16. August 1907 in Greywalls, Schottland; † 2. Dezember 1984 in Sanremo) war ein britischer Multimillionär, Kunstsammler, Poet, Mäzen und Landschaftskünstler. Er war ein Anhänger und früher Förderer der surrealistischen Bewegung. James galt als Exzentriker. Sein Lebenswerk ist der surrealistische Skulpturengarten Las Pozas im mexikanischen Regenwald, den er von 1964 bis 1984 errichten ließ.

## Leben und Wirken
Edward James war der einzige Sohn von Evelyn Forbes, einer prominenten schottischen Dame der höheren Gesellschaft, sein Vater war angeblich der damalige Prince of Wales, sein Pate der spätere König Eduard VII. Edward James’ Mutter hatte 1889 den amerikanischen Kupfermminen- und Eisenbahnbesitzer William James geheiratet. Seine älteren Halbschwestern hießen Audrey, Millicent, Xandra und Silvia.

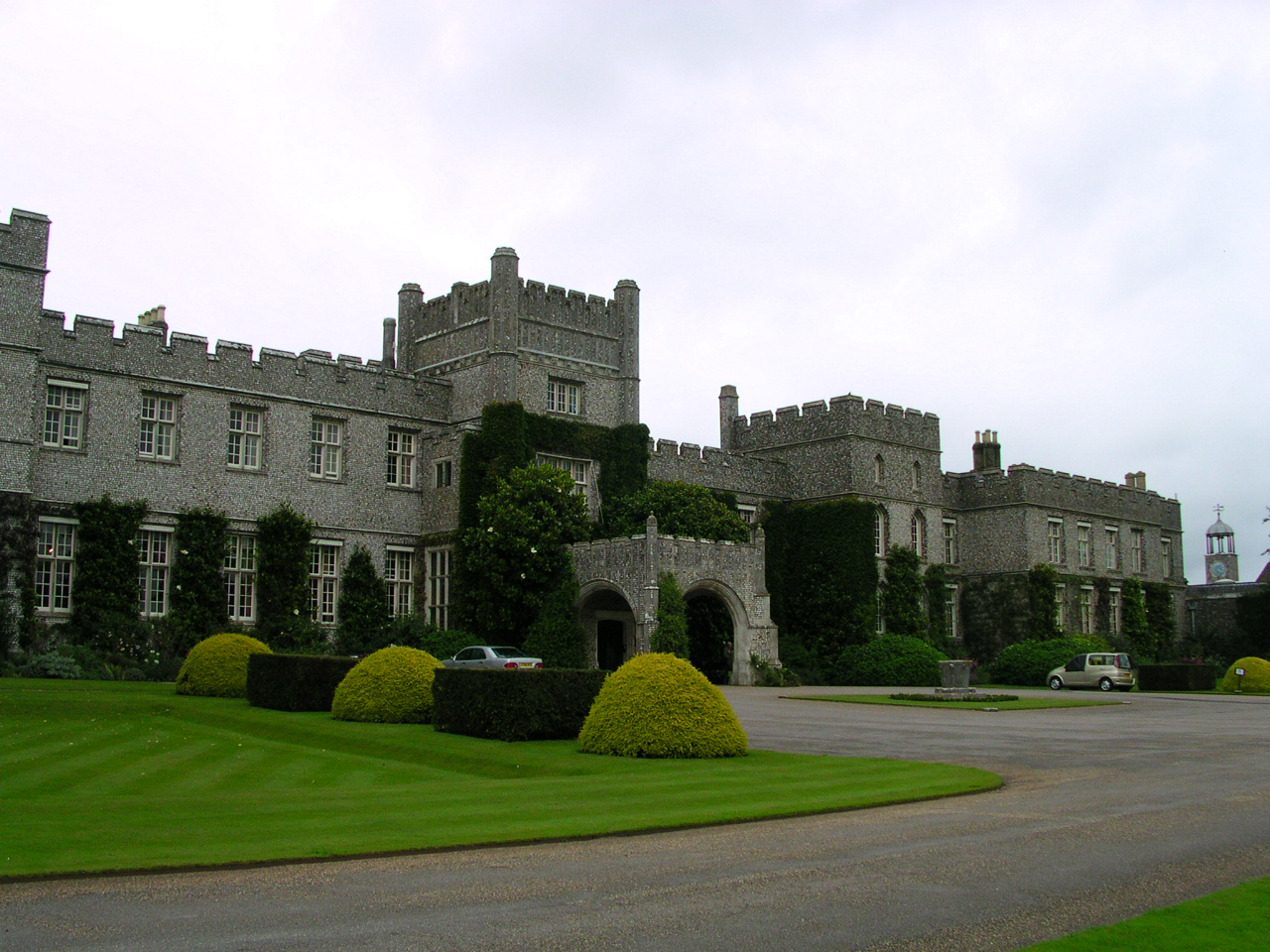
West Dean House in Sussex

Als Kind der englischen Oberschicht erhielt Edward eine Ausbildung am traditionsreichen Eton College und am renommierten Le-Rosey-Internat in der Schweiz. Später war er ein Kommilitone von Evelyn Waugh und Harold Acton am Christ Church College in Oxford. Bereits 1912 verstarb der Vater und hinterließ dem Fünfjährigen den 6.000 Hektar umfassenden Nachlass West Dean House in West Dean, Sussex, welchen er später zur „West Dean Foundation“ (heute „Edward James Foundation“), ausbauen sollte, einem kulturellen Zentrum zur Restaurierung und Erhaltung künstlerischer Artefakte und zur Bewahrung traditionellen Kunsthandwerks. 1964 verwandelte Edward James die Foundation in eine gemeinnützige Stiftung.
Edward James’ Mäzenatentum begann mit der selbstfinanzierten Verlegung des ersten Buches des Dichters John Betjeman. An der University of Oxford arbeitete er gemeinsam mit dem Autor Brian Howard an dem Werk Glass Omnibus, welches er 1934 ebenfalls privat publizieren sollte. Nach seiner Oxford-Zeit macht James kurzzeitig Karriere als diplomatischer Trainee an der britischen Botschaft in Rom: Nachdem ihm die Aufgabe übertragen wurde, eine chiffrierte Nachricht nach London abzusetzen, in der es hieß „die Italiener hätten Kiellegung für 3 Zerstörer gehabt“, James allerdings den Code falsch verstand und die Kiellegung von 300 Zerstörern übermittelte, wurde er „unbefristet beurlaubt“.
Von 1931 bis 1934 war Edward James mit der österreichischen Tänzerin und Schauspielerin Tilly Losch, spätere Countess of Carnarvon, verheiratet. Die Ehe währte jedoch nur kurz: Tilly bezichtigte ihn der Homosexualität und reichte die Scheidung ein.

### Der Surrealismus

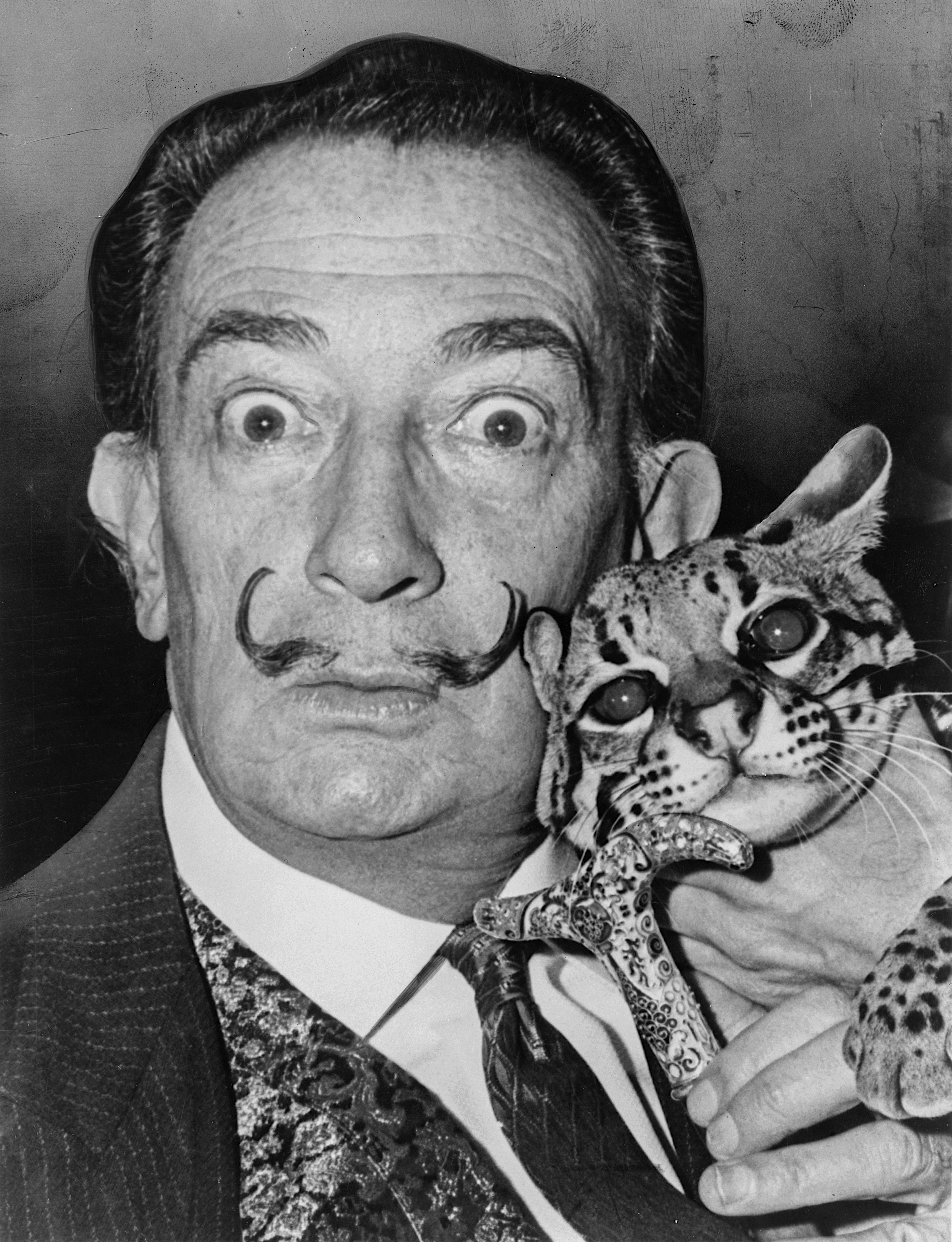
Salvador Dalí war ein Freund und Protegé von Edward James

In der angloamerikanischen Kunstwelt trat Edward James hauptsächlich als früher Förderer und Fürsprecher des Surrealismus in Erscheinung. Mitte der 1930er schloss er Freundschaft mit Salvador Dalí. Zusammen mit dem Spanier bereiste er Italien. Während der „Internationalen Surrealisten Ausstellung“ im Juni 1936, waren Dalí und dessen Ehefrau Gala zu Gast bei James in London. Obwohl Dalí zu diesem Zeitpunkt schon ein etablierter Künstler war, der gut ohne Zuwendungen auskommen konnte, unterstützte der exzentrische Brite das ebenso exaltierte katalanische Universalgenie finanziell und begann vermehrt Dalís Gemälde und Kunstobjekte zu sammeln. Gleichzeitig sicherte sich James damit vertraglich für vier Jahre sämtliche Rechte an Dalís Werken. Als Kosmopolit war James mit zahlreichen namhaften Personen der Gesellschaft bekannt: 1938 machte er Dalí auf dessen besonderen Wunsch hin über Stefan Zweig mit Sigmund Freud bekannt. Auch der belgische Surrealist René Magritte war während des Zweiten Weltkriegs zu Gast in James’ Londoner Haus.
Edward James’ Faszination für den Surrealismus spiegelt sich in vielen Bereichen wider: so auch in der Förderung der impulsgebenden surrealistischen Zeitschrift Minotaure, die von Albert Skira und Tériade von 1933 bis 1939 in Paris verlegt wurde und in der James sporadisch eigene Beiträge veröffentlichte, oder in der Sanierung von Monkton House, einem Teil des West Dean-Nachlasses, den er selbst bewohnte, und den er in ein eigenwillig-surrealistisches Szenario umgestaltete. In Monkton House fanden sich unter anderem Dalís berühmtes „Mae West-Lippen-Sofa“ (1936/37), das Hummer- oder Aphrodisische Telefon (1936) sowie eine Boa-constrictor-Lampe, ein Bett in Sargform, das dem Feldbett Napoleons ähnelte, ein Badezimmer mit transparenten Wänden, sowie ein Teppich im Treppenhaus mit den Fußabdrücken seiner Frau Tilly Losch. Letzteren ließ er später durch die Pfotenabdrücke seines Irischen Wolfshundes ersetzen. Seinen größten surrealistischen Traum erfüllte sich der Multimillionär jedoch mitten im Regenwald von Mexiko, wo er ab 1947 eine verwunschene Urwaldstadt als Privatpark errichten ließ.

### Der SkulpturenparkLas Pozasin Mexiko

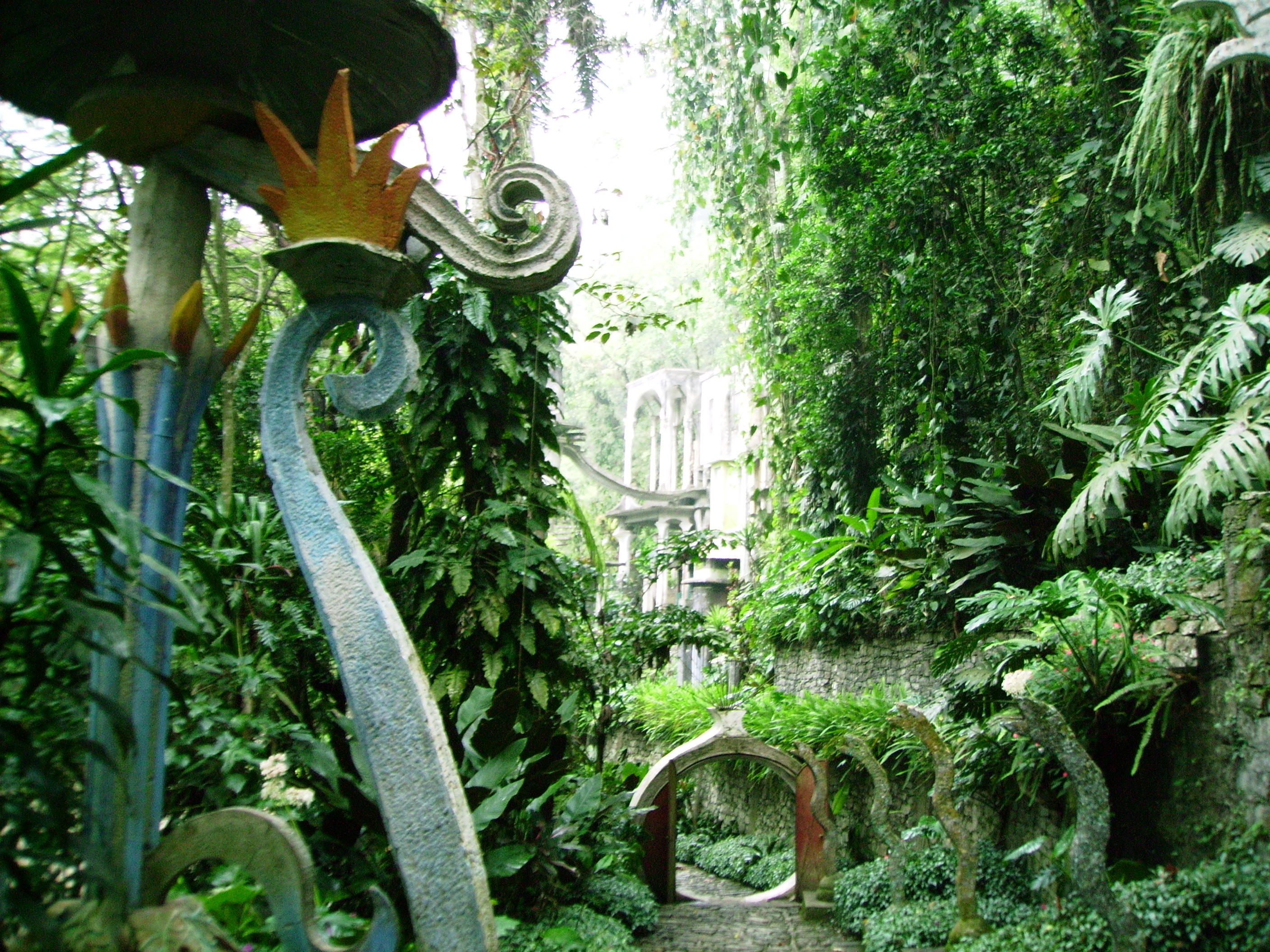
Edward James’ surrealistischer Skulpturenpark Las Pozas bei Xilitla, San Luis Potosí, Mexiko

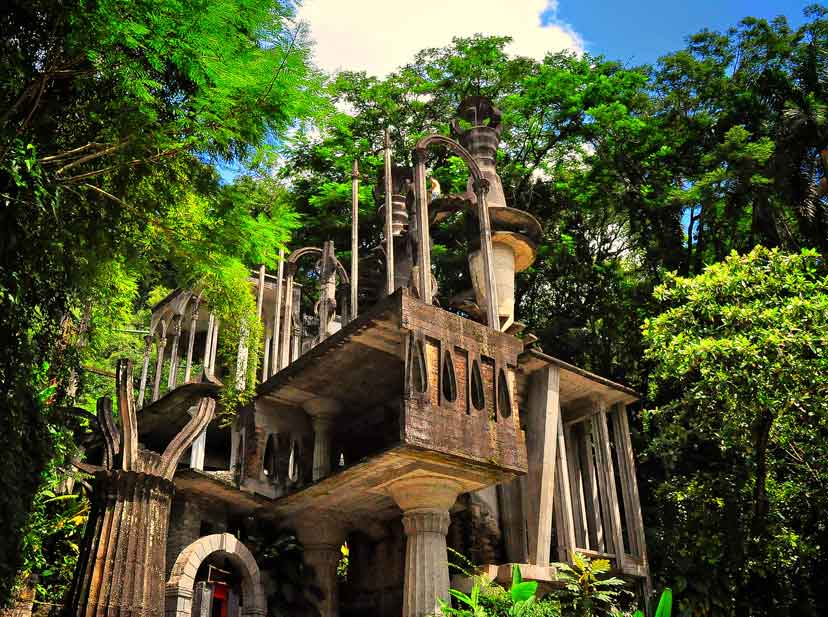
Das Hauptgebäude mit der Plattform Staircase to Heaven ganz oben im 4. Stock

Auf der Flucht vor dem Krieg verließ Edward James 1940 Großbritannien und ging zunächst nach Los Angeles, wo er sich kurz von der Filmmetropole inspirieren ließ und mit anderen kriegsbedingten Emigranten wie Dalí, Man Ray, Igor Strawinsky und Francis Poulenc sowie dem Land-Art-Künstler Isamu Noguchi zusammentraf. Zu diesem Zeitpunkt soll James zum ersten Mal seinen Traum geäußert haben „… einen Garten Eden zu erschaffen“ wofür ihm, wie er sagte, „Mexiko romantischer erscheint als das übervölkerte Südkalifornien.“
Im Anschluss begab er sich nach Taos in New Mexico, wo er eine Zeit lang in der Künstlerkolonie um Mabel Dodge Luhan wohnte. Hier traf er auf Aldous Huxley und Dylan Thomas. Wenig später folgte er einer Einladung des Psychoanalytikers Erich Fromm nach Cuernavaca in Mexiko, wo er Freundschaft mit dem mexikanischen Aristokraten und Hobby-Architekten Plutarco Gastélum schloss. Gastélum, der zur Hälfte spanischer Abstammung und zur Hälfte  Yaqui war, empfahl James den Ort Xilitla, an der Sierra Madre für dessen Orchideenzucht. 1947 erwarb Gastélum in James’ Auftrag ein Grundstück an den Kleinwasserfällen Las Pozas ⊙ im mexikanischen Regenwald, 5 km östlich von Xilitla. Bald begann James mit dem Aufbau seiner Orchideenzucht, außerdem legte er einen Schmetterlingsgarten an. 1962 zerstörte eine strenge Frostperiode die Anlage, und so beschloss James, seine Orchideen als Betonskulpturen in einem Skulpturengarten zu verewigen. Das Projekt entwickelte sich über 20 Jahre zu einer verwunschenen Urwaldstadt aus unvollendeten Palästen, Tempeln und Pagoden mit Treppen, die ins Nirgendwo führen, verschlungenen Wegen, die, gesäumt von Säulen mit bunten Kapitellen zu Häuser ohne Zimmerdecken führen und die von exotischer Tierwelt wie Flamingos, Papageien oder Würgeschlangen bevölkert und von Pflanzen überwuchert sind. Die Wasserfälle und Bäche des Tals wurden dabei als Mäander um den Park herum geleitet und bewässern zahlreiche Brunnenanlagen. Nur ein einziges Gebäude der insgesamt 36 architektonischen Kuriositäten ist bewohnbar: Diesen Dschungelpalast bewohnte der exzentrische Bauherr, den die Mexikaner bald The crazy Englishman oder Don Eduardo nannten, zeitweise selbst, wenn er nicht in einem ähnlichen, von Gastélum entworfenen Haus in Xilitla lebte.

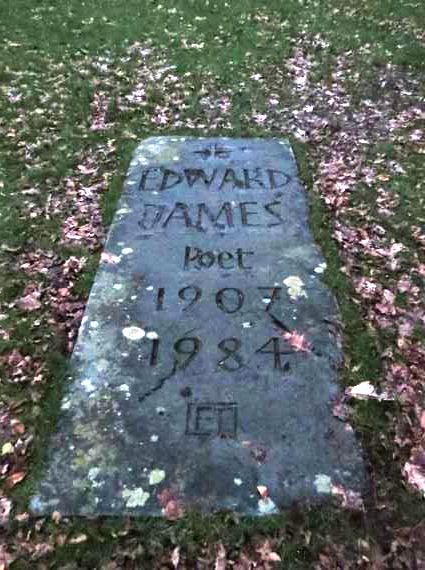
Grabstätte von Edward James

Der surrealistische Park ist teilweise von den Bildern Max Ernsts, dem auch ein Bauwerk gewidmet ist, sowie vom monumentalen Modernisme Català des Antoni Gaudí inspiriert. Die Architekturskizzen zeichnete James mit Hilfe von Plutarco Gastélum selbst. Ähnlich wie in einem Themenpark erhielten die einzelnen „Gebäudeobjekte“ eigenwillig-verspielte Namen wie The House with Three Storeys that Might be Five (Das Haus mit den drei Stockwerken, die eigentlich fünf sein könnten), The Temple of the Ducks (Der Tempel der Enten) oder The House Destined to be a Cinema (Das Haus, das als Kino gedacht ist), wobei Edward James seiner Fantasie freien Lauf ließ. Manchmal hielt er die Empfindungen zu seinen Häusern in kurzen Gedichtzeilen fest:

My House has wings and sometimes in the dead of the night, she sings.

Bis zu Edward James’ Tod im Jahr 1984 errichteten unzählige Bauarbeiter, zumeist ansässige Otomí-Indianer, eine Fantasiestadt, die sich ohne ein erkennbares System willkürlich in den Urwald erstreckt. Die oft in Regenbogenfarben gehaltenen Bemalungen der Skulpturen und Gebäude übernahm James anfangs selbst, mit fortschreitendem Alter erfolgten die Malereien nach seinen Anweisungen. Edward James investierte sein gesamtes Vermögen in sein Lebenswerk. Mit James’ Tod wurde der Bau an dem Park allerdings eingestellt, weshalb die Anlage allmählich zerfiel. 2008 erwarb die Stiftung Fondo Xilitla den Park und sorgt seitdem für den Erhalt und den Zugang für Besucher.
Edward James starb bei der Rückreise von einem Europabesuch an einem Schlaganfall. Er wurde im Arboretum von West Dean beerdigt.

## Sammlung
Edward James besaß eine der umfangreichsten Privatsammlungen moderner Kunst mit Schwerpunkt auf Surrealismus und Pittura metafisica. Neben Arbeiten von Dalí und Magritte enthielt die fulminante Sammlung auch Werke von Giorgio de Chirico, Leonora Carrington, Paul Delvaux, Max Ernst, Alberto Giacometti, Paul Klee, Pablo Picasso, Pavel Tchelitchew sowie einige Gemälde von Hieronymus Bosch. Zwei Jahre nach James’ Tod, im Juni 1986, wurden die meisten Stücke seiner Sammlung sowie Monkton House bei Christie’s versteigert.
Edward James selbst taucht in drei berühmten surrealistischen Gemälden auf: Auf der linken Bildseite in Dalís Swans Reflecting Elephants sowie in zwei Bildern von René Magritte: als brennender Kopf in The Pleasure Principle (Portrait of Edward James) und als Rückenansicht im Spiegel in Not to be Reproduced (La reproduction interdite) (alle 1937).

## Film
In den 1970ern wurde Edward James von den Dokumentarfilmern Avery und Lenore Danziger bei einem Spaziergang durch Las Pozas begleitet. Der Film zeigt den weißbärtigen, in eine weiße Robe gewandeten James wie er über sein Dschungelparadies philosophiert und enthusiastisch neue Pläne schmiedet. In einer Szene hält er inne, während Papageien auf ihm herumklettern, dann verleiht er der „biblischen“ Impression Nachhalt und sagt in einer Szene: „I’d be like Noah with the Ark, if I could. – Ich wäre gerne wie Noah mit der Arche, wenn ich könnte.“
Die preisgekrönte einstündige Dokumentation Edward James: Builder of Dreams erschien 1996.

### Schriften von Edward James
- The Bones of my Hand. London 1930, veröffentlicht von Oxford University Press 1938
- The Glass Omnibus. London 1934
- Swans Reflecting Elephants, My Early Years. Autobiografie herausgegeben von George Melly. Weidenfeld & Nicolson, London 1982, ISBN 0-297-77988-5.
  - Schwäne spiegeln Elefanten – Meine frühen Jahre. Aus dem Englischen von Ursula Wulfekamp mit einem Nachwort von Hubertus Gaßner. Schirmer/Mosel, München 2012, ISBN 978-3-8296-0597-7.

### Monografien
- Margaret Hooks: Surreal Eden: Edward James and Las Pozas. Princeton Architectural Press, New York 2006, ISBN 1-56898-612-2 (englisch)
- Nocola Coleby (Hrsg.): A Surreal Life: Edward James, Exhibition Catalogue, Royal Pavilion. Brighton 1998, ISBN 0-85667-493-1 (englisch)

## Abbildungen
1. ↑  Swans Reflecting Elephants in der englischsprachigen Wikipedia
2. ↑  The Pleasure Principle (Portrait of Edward James)
3. ↑  Not to be Reproduced (La reproduction interdite) in der englischsprachigen Wikipedia